# به تو ای ابدی
به تو ای ابدی (ژاپنی: 不滅のあなたへ هپبورن: Fumetsu no Anata e) یک مجموعه مانگای ژاپنی است که توسط یوشیتوکی اوییما نوشته و مصورسازی شده‌است. این اثر از سال ۲۰۱۶ در مجله ویکلی شونن مگزین منتشر شده‌است، و تا اوت ۲۰۲۳ تمام فصل‌های آن به‌طور مستقل در ۲۰ جلد تانکوبون توسط کودانشا گردآوری و چاپ شده‌اند. داستان دربارهٔ موجودیتی نامیرا است که با هدف شناخت جهان، وارد این دنیا می‌شود و محتوایی راجع به بقا، حیات و زندگی دارد.
در بهار سال ۲۰۲۱ یک مجموعه تلویزیونی انیمه با همین نام بر پایه نسخه مانگا و به کارگردانی ماساهیکو موراتا توسط استودیوی برینز بیس دستمایه اقتباس قرار گرفت که از تلویزیون آموزشی ان‌اچ‌کی ژاپن پخش شد.فصل دوم مجموعه انیمه به کارگردانی کیوکو سایاما و توسط استودیوی درایو به تعداد ۲۰ قسمت از اکتبر ۲۰۲۲ تا مارس ۲۰۲۳ به نمایش درآمد.فصل سوم نیز در دست ساخت است.